# Techo (Bogotá)
Techo es un barrio del sur de Bogotá, Colombia, perteneciente a la localidad de Kennedy.
Tiene el Humedal de Techo.

## Barrios vecinos
Al Norte
- Mandalay
- Las Américas
- Nueva Marsella

Al Sur
- Américas Occidental
- Cervantes
- Antonio Nariño

Al occidente
- Francisco José de Caldas
- Banderas
- Ciudad Kennedy

Al Oriente
- La Igualdad

## Historia
El nombre indígena que conocieron los conquistadores y dio a conocer esta rica tierra era del Cacicazgo de Techotivá. En 1608 se inicia la colonización de esos terrenos.
Durante la primera mitad del siglo XX comprendía una amplia zona del Occidente Capitalino.
Antes de la inauguración del Aeropuerto Internacional El Dorado, funcionó allí el Aeropuerto de Techo (Primero de Sudamérica, inaugurado en 1930), cuyo acceso llevó a la construcción de la actual Avenida de Las Américas, que hoy en día es ruta troncal de TransMilenio.

## Sitios Importantes
Cuenta con un amplio Centro Comercial (Plaza de las Américas) que es adyacente al Parque de Diversiones Mecánicas Mundo Aventura, y al Estadio Metropolitano de Techo, el cual previamente sirvió como hipódromo de la ciudad y donde actualmente tiene sede el equipo de fútbol La Equidad, de la Categoría Primera A.